# 三木市立みなぎ台小学校
三木市立みなぎ台小学校（みきしりつ みなぎだいしょうがっこう）は、兵庫県三木市吉川町みなぎ台一丁目にあった公立小学校。三木市内では一番新しく設置された小学校である。2020年度（2021年3月31日）にみなぎ台小学校が閉校し、跡地に吉川小学校が開校した。

## 概要
1995年、吉川ニュータウン美奈木台が街開きしたが、当初小学校用地は更地の状態であった為、団地内の児童らは近隣の中吉川小学校へ通学を余儀なくされていた。その後、中吉川小学校の児童数の増加により分離し1999年4月にみなぎ台地区を校区とする小学校として、児童数294名で開校した。しかし、2004年をピークに少子化により児童数は減少傾向である。
2021年閉校。跡地に吉川小学校が開校。
校舎は、普通教室の壁が無く間仕切りのみのオープンスペース形式を取り入れられているのが特徴である。

## 沿革
- 1999年（平成11年） - 吉川町立みなぎ台小学校として開校。
- 2005年（平成17年）10月24日 - 三木市と吉川町が合併したことに伴い、吉川町立から三木市立に変わる。
- 2020年（令和2年）6月2日 - 新型コロナウイルス感染拡大の影響で延期された最後の入学式挙行[3]。
- 2021年（令和3年）
  - 2月21日 - 閉校式挙行。
  - 3月23日 - 最後の卒業式挙行。
  - 3月24日 - 最後の終業式挙行。
  - 3月31日 - 三木市立上吉川小学校、三木市立中吉川小学校、三木市立みなぎ台小学校の3校を三木市立吉川小学校に統合し閉校[1]。跡地に吉川小学校が開校

## 通学区域
- 三木市
  - 吉川町みなぎ台1丁目～2丁目[4]

## 進学先中学校
- 三木市立吉川中学校

## 周辺

### 周辺の施設
- 兵庫県立吉川高等学校

### 周辺の道路
- 三木市道大畑湯谷線
- 兵庫県道354号

## アクセス
- 中国自動車道吉川インターチェンジ・国道428号より、車で約10分
- 神姫バス美奈木台1丁目バス停から徒歩約5分

## 卒業生
- 中村奨吾：大学野球日本代表、プロ野球選手[5][6] - 閉校式ではビデオレターが小学校に贈られた[1]